# Könnyűipari Minisztérium
A Könnyűipari Minisztérium 1949 és 1980 között az egyik minisztérium volt a Magyar Népköztársaságban. A könnyűipar szervezését, irányítását és ellenőrzését végző országos hatáskörű, legfőbb szakigazgatási szerv volt. Rövidítése: KipM. Élén a könnyűipari miniszter állt. 

## Története
Az 1949. évi XX. törvény (Alkotmány) 24. §-a hozta létre, amely a minisztériumok felsorolásáról szólt.
1980-ban az Ipari Minisztérium felállításával beolvadással megszűnt.

## Feladata
Feladata a szűkebb értelemben vett könnyűipari vállalatok irányítása volt. Szervezte a hozzátartozó vállalatok „tervszerű termelését” és a tervezett beruházások , illetve felújítások végrehajtását. Ellátta a hatáskörébe tartozó állami helyi ipar és magánkisipar felügyeletét. Hatósági jogkörrel (iparhatósági, árhatósági, gazdálkodási stb.) rendelkezik.
Feladatköre az új gazdasági mechanizmus idején módosult.

## Szervezete
Az elvi irányítást 4 elvi főosztály (Titkárság, Iparfejlesztési, Pénzügyi és Ellenőrzési, valamint a Gazdálkodási Főosztály útján, a közvetlen irányítása alá tartozó 226 vállalat operatív szakmai irányítását és ellenőrzését 12 iparigazgatóság útján valósította meg.

## Hatáskörébe tartozó további intézmények
- 4 technikumot, iparitanuló-intézeteket és diákotthonokat tartott fenn.
- Bőr-, Cipő- és Szőrmeipari, a Papíripari, a Textilipari és a Helyi Ipari Kutató Intézetek,
- a Faipari Minőségellenőrző Intézet és
- a Textilipari Minőségellenőrző Intézet.

## A könnyűipari miniszterek
- Marosán György (1949. július 11. – 1950. augusztus 4.)[2]
- Kiss Árpád (1950. augusztus 4. – 1954. október 30.)
- Szalai Béla (1954. október 30. – 1955. szeptember 8.)
- Nagy Józsefné (1955. szeptember 8. – 1956)
- Nagy Józsefné (2. alkalommal, 1957 – 1971)
- Keserű Jánosné (1971. május 12. – 1980. december 31.)